# Флаг муниципального округа Ломоносовский
Флаг внутригородского муниципального образования муниципальный округ Ломоно́совский в Юго-Западном административном округе города Москвы Российской Федерации.
Ныне действующий флаг утверждён 13 сентября 2016 года решением Совета депутатов № 74/14 и внесён в Государственный геральдический регистр Российской Федерации с присвоением регистрационного номера 11108.

## Описание
Первый флаг муниципального округа Ломоносовский был утверждён 27 января 2004 года решением муниципального Собрания № 2/2 как флаг муниципального образования Ломоносовское. Описание флага гласило:
«Флаг муниципального образования Ломоносовское представляет собой двустороннее, прямоугольное полотнище с соотношением 2:3. Полотнище флага состоит из трёх горизонтальных полос: верхней жёлтой, шириной 11/20 ширины полотнища, красной, шириной 1/5 ширины полотнища и жёлтой. В центре полотнища, поверх полотнища, поверх всех полос, помещено изображение зелёного дуба с крупными зелёными листьями и четырьмя красными желудями. Габаритные размеры изображения составляют 1/2 длины и 7/8 ширины полотнища».
Законом города Москвы от 11 апреля 2012 года № 11, муниципальное образование Ломоносовское было преобразовано в муниципальный округ Ломоносовский.
Решением Совета депутатов от 8 октября 2015 года № 60/3, данный флаг был утверждён флагом муниципального округа Ломоносовский. Описание флага было незначительно изменено:
«Флаг муниципального округа Ломоносовский представляет собой двустороннее, прямоугольное полотнище с соотношением сторон 2:3. Полотнище флага состоит из трёх горизонтальных полос: верхней жёлтой, шириной 11/20 ширины полотнища, красной, шириной 4/20 ширины полотнища и нижней жёлтой шириной 5/20 ширины полотнища. В центре полотнища, поверх всех полос, помещено изображение зелёного дуба с крупными зелёными листьями и четырьмя красными желудями. Габаритные размеры изображения составляют 1/2 длины и 7/8 ширины полотнища».
Решением Совета депутатов от 13 сентября 2016 года № 74/12 предыдущее решение было признано утратившим силу и в тот же день, решением № 74/14, был утверждён новый, немного видоизменённый (крона дуба показана выше пояса), флаг муниципального округа Ломоносовский. Описание флага стало гласить:
«Прямоугольное двухстороннее полотнище жёлтого цвета с отношением ширины к длине 2:3, воспроизводящее фигуры герба муниципального округа Ломоносовский, выполненные зелёным и красным цветом».

## Обоснование символики
Дуб — символ мудрости, мощи, выносливости, долголетия, независимости, благородства и славы. Зелёный дуб символизирует дубравы, которые в старину произрастали на территории муниципального округа. По преданию, ещё при Иване Калите в этих местах рубили дубы для постройки кремлёвских стен вместо старых сосновых.
Жёлуди символизируют плодородие, процветание, духовную энергию, произрастающую из зерна истину. Дуб с желудями считается символом зрелости, полной силы.
Красный пояс символизирует главную магистраль муниципального округа — Ленинский проспект, проходящий «красной нитью» по территории округа и соединяющий центр столицы с Московской кольцевой автодорогой (МКАД).
Применённые во флаге цвета символизируют:
Жёлтый цвет (золото) — символ высшей ценности, величия, богатства, стабильности, солнечного света.
Красный цвет — символ мужества, труда, жизнеутверждающей силы, красоты и праздника.
Зелёный цвет символизирует весну, здоровье, природу, надежду.